# Álvaro Duarte
Álvaro Duarte Sandoval (Funza, 12 januari 1991) is een Colombiaans wielrenner die anno 2018 rijdt voor Forca Amskins Racing.

## Carrière
In 2011 won Duarte een etappe in de Ronde van Bolivia, door solo als eerste over de finish te komen.
Twee maanden na zijn overwinning in het bergklassement van de Ronde van Colombia in 2015, won Duarte twee etappes in de Ronde van Guatemala. In maart 2018 eindigde Duarte bovenaan het bergklassement van de Ronde van Langkawi, met een voorsprong van drie punten op Artjom Ovetsjkin. Een maand later won hij de Ronde van Lombok.

## Overwinningen
2011
9e etappe deel B Ronde van Bolivia
2015
Bergklassement Ronde van Colombia
5e en 6e etappe Ronde van Guatemala
2018
Bergklassement Ronde van Langkawi
Eindklassement Ronde van Lombok

## Ploegen
- 2012 –  Colombia-Claro[1]
- 2015 –  RTS-Santic Racing Team (tot 31-7)
- 2016 –  Movistar Team
- 2018 –  Forca Amskins Racing

Abdul Hamid · Duarte · Ebsen · Hamdan · Manan · Mat Senan · Mohammed Bakri · Rusli · Zulkifle